# Długosz (grzbiet górski)
Długosz (niem Langerberg) — grzbiet górski w północnej części Gór Kruczych, w Sudetach Środkowych. Na północ od Anielskiej Góry, od której oddzielony jest przełęczą przez którą biegnie droga powiatowa (trasa rowerowa pn. Cysterski Szlak) z Przedwojowa do Krzeszowa. Grzbiet posiada kilka kulminacji: 612 m, 600 m, 590 m. Na północy styka się ze skałkami Trzej Bracia.
Grzbiet zbudowany jest z permskich trachitów, trachybazaltów, piaskowca czerwonego spągowca oraz piaskowców i zlepieńców górnego karbonu z drobnymi pokładami węgla kamiennego. Wszystkie te utwory należą do zachodniego skrzydła niecki śródsudeckiej.
Porośnięty jest lasem świerkowo-sosnowym.